# Interesse a scalare
L'Interesse a scalare è un metodo di conteggio degli interessi che prevede di calcolarli sul debito residuo dopo aver corrisposto la rata scaduta.
È il metodo tipicamente applicato ai prestiti pluriennali a rate costanti, che in questo modo prevedono l'ammortamento degli interessi con una quota decrescente, mentre cresce progressivamente la quota capitale.
Proibendo la legge italiana il calcolo degli interessi sugli interessi, è il sistema con cui gli istituti di credito si mettono al riparo da eventuali chiusure anticipate dei prestiti, avendo già riscosso prevalentemente la quota di interessi rispetto al capitale prestato.